# الغواصة الألمانية يو إيه (1939)
يو إيه واحدة من أربعة عشر غواصة كانت من التي تعرف يو-بوت أجنبي وهي الغواصات التي تم اسرها أو صنعها وعدم تسليمها ثم تم استخدامها في ألمانيا النازية لبحريتها كريغسمرين خلال الحرب العالمية الثانية. بنيت في كييل باعتبارها واحدة من أربع غواصات من فئة آي تابعة للبحرية التركية، وكان من المفترض ان تسمى Batiray، لم يتم تسليمها إلى القوات البحرية التركية وأدخلت الخدمة في البحرية الألمانية النازية كريغسمرين في عام 1939. اثنين من السفن الشقيقة وهما Saldiray وAtılay تم تسليمها في يونيو 1939. تم بناء غواصة واحدة ببطء تسمى Yıldıray في حوض بناء السفن التركي.  كان التصميم عبارة عن تعديل من غواصة من الفئة التاسعة ليناسب المتطلبات التركية. خدم اثنان من الغواصات التركية في البحرية التركية حتى عام 1957، لكن أتيلاي فقد في مناورة تدريبية قبالة تشاناكالي.

## الخدمات
تم تكليف UA في 30 أبريل 1939 تحت القيادة الأولية لهان كوهوز، ثم هانز إكرمان. كان من المفترض أن تستخدم من قبل الأتراك كمركبة، لكن الألمان استخدموها كغواصة من الفئة التاسعة.

## قائمة المراجع
- Busch، Rainer؛ Röll، Hans-Joachim (1999). German U-boat commanders of World War II : a biographical dictionary. London, Annapolis, Md: Greenhill Books, Naval Institute Press. ISBN:1-55750-186-6.
- Gröner، Erich؛ Jung، Dieter؛ Maass، Martin (1991). U-boats and Mine Warfare Vessels. London: Conway Maritime Press. ج. 2. ISBN:0-85177-593-4. {{استشهاد بكتاب}}: تجاهل المحلل الوسيط |عمل= (مساعدة)

- Helgason، Guðmundur. "Foreign U-boats - U-A". German U-boats of WWII - uboat.net. مؤرشف من الأصل في 2016-05-09. اطلع عليه بتاريخ 2017-04-13.
- "U-boat Archive - U-boat KTB - UA 5th War Patrol". مؤرشف من الأصل في 2019-09-26. اطلع عليه بتاريخ 2017-04-13.